# Certificat d'économie de produits phytosanitaires
Le certificat d'économie de produits phytosanitaires (CEPP) est un dispositif réglementaire projeté dans le cadre de la politique agricole française pour obtenir une réduction réelle de l'utilisation des produits phytosanitaires par l'agriculture. Ce dispositif, qui s'inspire des certificats d'économies d'énergie (CEE),  s'inscrit dans le plan Écophyto 2 qui vise à réduire de 25 % à horizon 2020 et 50% à horizon 2025 (par rapport au niveau de 2008) la quantité de produits phytosanitaires achetés par les agriculteurs.
Une expérimentation des CEPP est prévue par l'article 55 de la loi n° 2014-1170 d'avenir pour l'agriculture, l'alimentation et la forêt du 13 octobre 2014 dans les termes suivants :
« 1° Mettre en place une expérimentation à l'appui du plan d'action ayant pour objet de réduire l'utilisation des produits phytopharmaceutiques, en définissant les personnes vendant des produits phytopharmaceutiques, [...] qui sont tenues de mettre en œuvre des actions à cette fin, les conditions dans lesquelles ces personnes peuvent satisfaire à ces obligations et un dispositif de certificats d'économie de produits phytopharmaceutiques qui sont délivrés aux personnes assujetties lorsqu'elles justifient avoir satisfait à leurs obligations à l'instar du précédent sur les certificats d'économies d'énergie ».
L'objectif de cette phase expérimentale est une réduction de 20 % du Nombre de Doses Unité (NODU) utilisées sur la période 2016-2020.

## Contexte
Le plan écophyto 2018 a fixé comme objectif de réduire de 50 % l’usage des produits phytosanitaires en France à l'horizon de dix ans, c'est-à-dire en 2018.
Or les indicateurs disponibles montrent que cet objectif ne sera vraisemblablement pas atteint. En effet sur la période de cinq ans allant de 2008 à 2013, les indicateurs nationaux d'usage des produits phytosanitaires (CA UIPP : chiffre d’affaires déclaré par l'Union des industries de la protection des plantes, NODU : nombre de doses-unités vendues par les distributeurs, PV : dépenses en protection des végétaux, QSA : quantité de substances actives déclarées vendues par les distributeurs) montrent tous une légère augmentation de l'usage de ces produits.
La plupart des actions prévues par le plan écophyto visant à améliorer l’information des agriculteurs (création d’un réseau d’épidémiosurveillance), à diffuser les bonnes pratiques agricoles (création de réseaux de fermes de référence), à développer la formation et à améliorer l’utilisation du matériel, ont bien été réalisées, mais il semble que cette politique de sensibilisation soit insuffisante pour obtenir une diminution effective de l'usage des produits phytosanitaires,.